# John Robertson

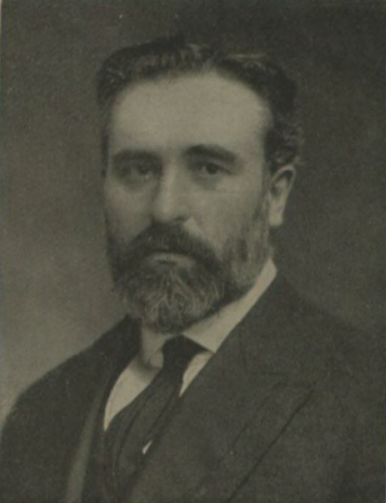
John Robertson in 1909

John Mackinnon Robertson (Arran, 14 november 1856 – 5 januari 1933) was een Britse journalist, voorvechter van het rationalisme en het secularisme en van 1906 tot 1918 liberaal parlementslid voor Tyneside in het Verenigd Koninkrijk.
Robertson verliet school op dertienjarige leeftijd om klerk en vervolgens journalist te worden. In 1878 werd hij een aanhanger van secularisten-leider Charles Bradlaugh en bemoeide hij zich actief met de secularistische belangen in Edinburgh. Later ging hij naar Londen om daar assistent-redacteur van Bradlaughs krant National Reformer te worden. Toen Bradlaugh in 1891 overleed, nam Robertson zijn taken over. Robertson was ook een benoemd lector voor de South Place Ethical Society voor vrijdenkerij van 1899 tot in de jaren twintig. 
Robertsons politieke radicalisme ontwikkelde zich in de jaren tachtig en negentig (van de 19e eeuw). Hij ging voor het eerst voor een zetel in het parlement in 1895, maar wist toen als onafhankelijk radicaal-liberaal Bradlaughs oude zetel in Northampton niet te behalen. 
Robertson was een voorvechter van de Jezusmythe. Volgens die theorie loopt het levensverhaal van Jezus in de evangeliën mythologisch parallel aan die van de mysteriecultussen, zoals het mithraïsme en verschillende mythes van Leven-Dood-Wedergeboorte godheden (buiten- en bovennatuurlijk). In verschillende boeken zet hij zich sterk tegen de historische authenticiteit van Jezus. Volgens Robertson is het personage van Jezus in het Nieuwe Testament afgeleid van een joodse sekte rond Joshua, die hij identificeert als een zonnegod. Frederik Cornwallis Conybeare schreef het boek The Historical Christ specifiek gericht tegen Robertson en twee andere voorstanders van de Jezus-Mythe.